# Dècada del 710

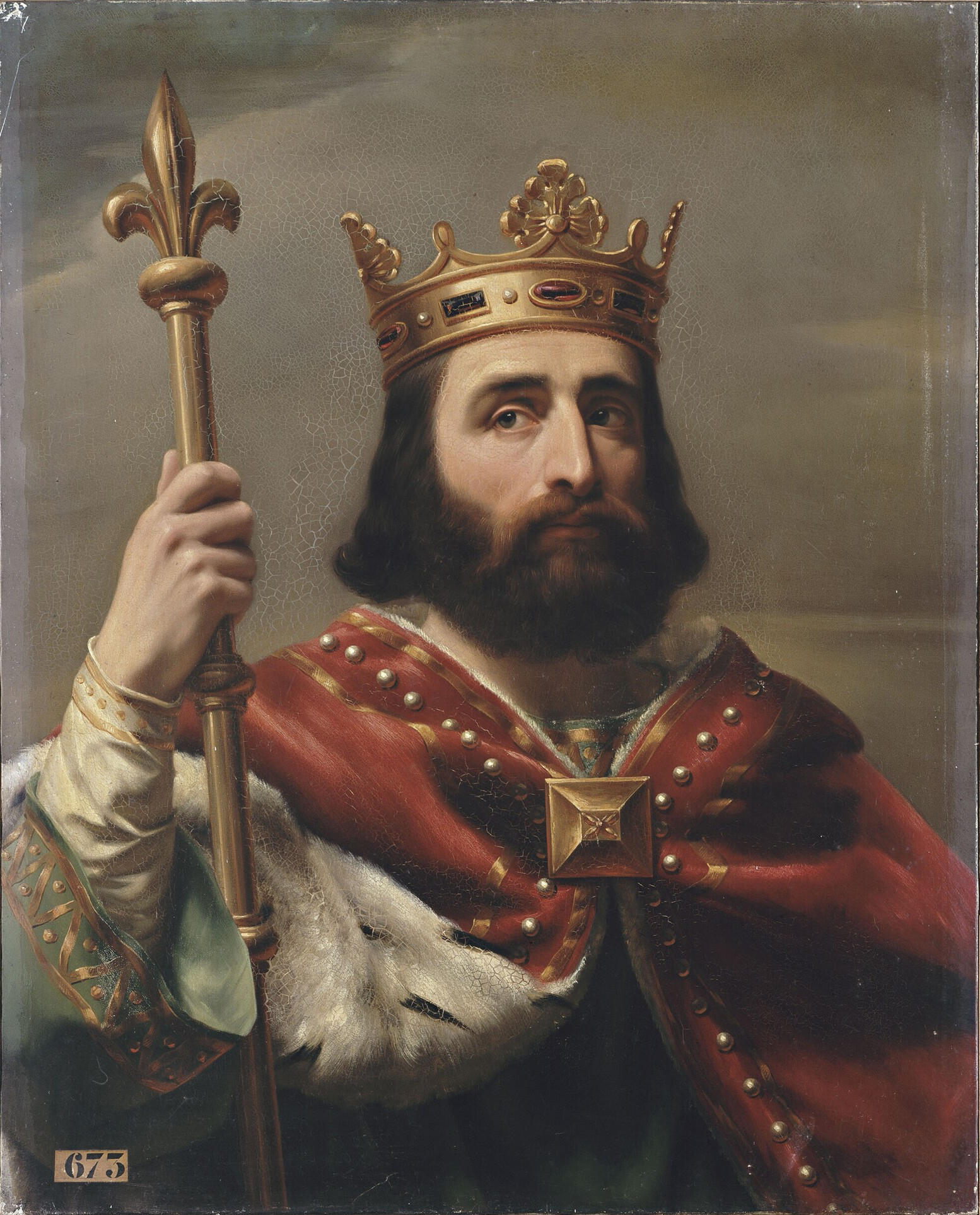
Imatge de Pipí el Breu.

La dècada del 710 comprèn el període que va des de l'1 de gener del 710 fins al 31 de desembre del 719.

## Personatges destacats
- Anastasi II
- Lleó III Isàuric
- Justinià II